# کرم‌مورن پوینت
کرم‌مورن پوینت (به انگلیسی: Cremorne Point) یک حومه شهر در استرالیا است که در نیو ساوت ولز واقع شده‌است.